# جیمز میچل
جیمز میچل (به انگلیسی: James Mitchell) بازیکن فوتبال زادهٔ ۱۸ نوامبر ۱۸۹۷ اهل انگلستان بود که سابقهٔ بازی در تیم ملی فوتبال انگلستان را در کارنامهٔ خود دارد. وی در تاریخ ۲۲ اکتبر ۱۹۲۴ تنها بازی ملی خود را در مقابل تیم ملی فوتبال ایرلند شمالی انجام داد.